# Ferdinand z Trauttmansdorffu (1825–1896)
Ferdinand hrabě z Trauttmansdorffu-Weinsbergu (německy Ferdinand Graf von und zu Trauttmansdorff-Weinsberg; 27. června 1825 Vídeň – 12. prosince 1896 Fridau, Rakousko) byl rakouský šlechtic, diplomat a politik z významného rodu Trauttmansdorffů usazeného v Čechách. Řadu let byl rakouským vyslancem v různých zemích, později předsedou rakouské Panské sněmovny, získal též Řád zlatého rouna. Mimo jiné vlastnil statky na Moravě (Koryčany).

## Diplomat a politik

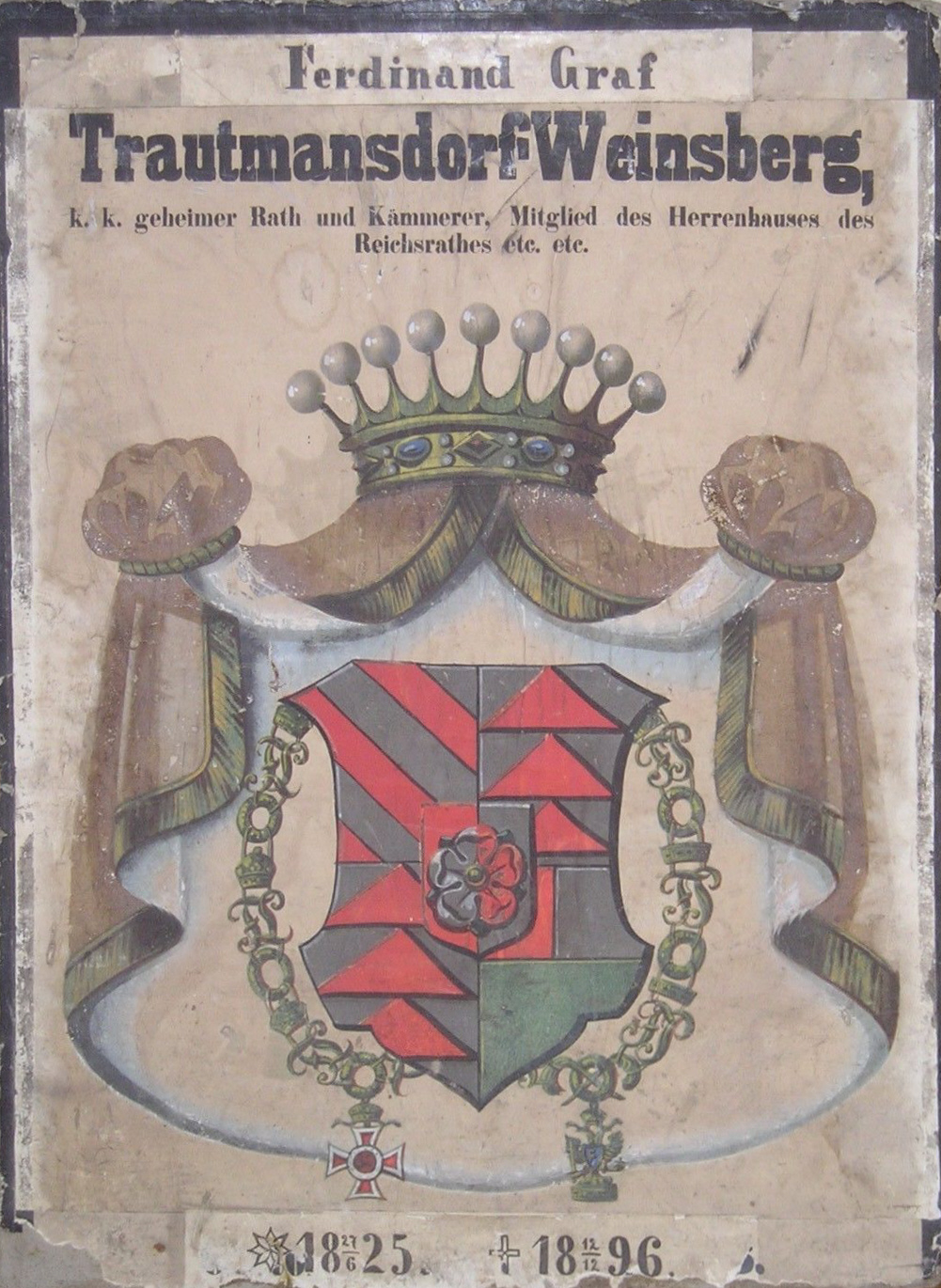
Erb Ferdinanda Trauttmansdorffa

Pocházel z knížecí linie Trauttmansdorffů, narodil se ve Vídni jako jediný syn hraběte Josefa z Trauttmansdorffu (1788–1870), dlouholetého vyslance v Prusku, a hraběnky Josefy Károlyiové (1803–1863). Studoval práva na Karlově univerzitě (1843–1847) a s ohledem na dlouholeté působení svého otce v zahraničí byl předurčen k diplomatické kariéře, kterou zahájil po roce 1847 na nižších postech v Londýně, Paříži, Berlíně a Stuttgartu. V letech 1859–1866 byl rakouským vyslancem v Karlsruhe, kde se mu podařilo přimět Bádensko ke spojenectví s Rakouskem v prusko-rakouské válce 1866. V letech 1867–1868 byl vyslancem v Mnichově a svou diplomatickou kariéru završil prestižní funkcí velvyslance u Svatého stolce (1868–1872).
Po otcově smrti se stal doživotním členem Panské sněmovny. V roce 1871 byl krátce poslancem Moravského zemského sněmu, již v roce 1872 se ale stal místopředsedou Panské sněmovny ve Vídni, od roku 1879 byl jejím předsedou, jako politik patřil ke konzervativnímu křídlu ústavověrné strany. Od roku 1884 byl nejvyšším komořím císařského dvora, tento post s kompetencí pro správu uměleckých sbírek Habsburků zastával až do smrti.
Zemřel 12. prosince 1896 ve věku 71 let na zámku Fridau v Dolním Rakousku, pohřben byl v rodové hrobce u kostela sv. Anny v Horšovském Týně.

## Majetek

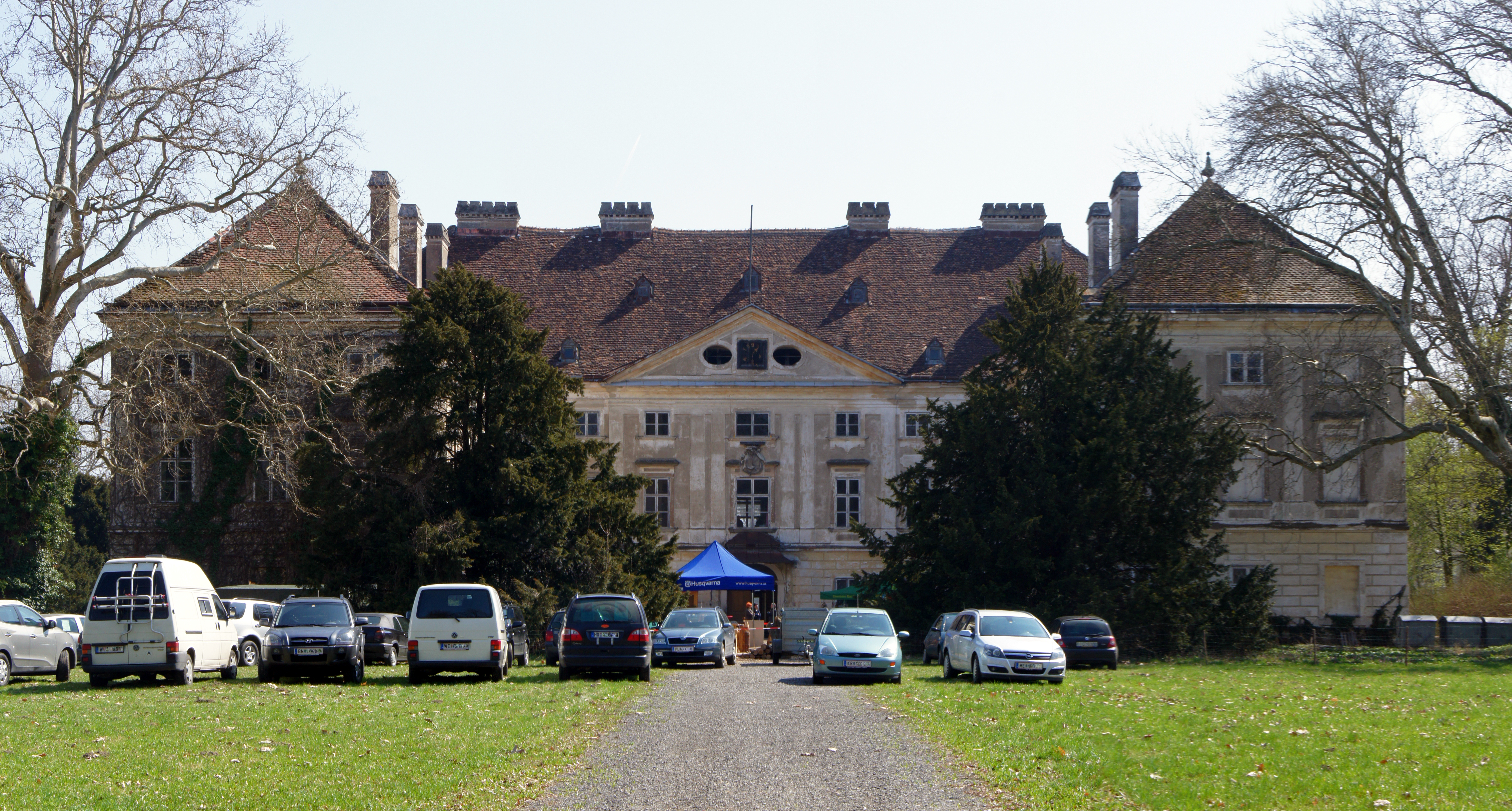
Zámek Fridau (Dolní Rakousko)

V roce 1869 koupil v Dolním Rakousku velkostatky Fridau a Kirchberg an der Pielach. K velkostaktům patřilo přes 7.000 hektarů půdy a vynášely zisk ve výši 60.000 zlatých ročně.
Zámek Fridau nechal přestavět, často tu pobýval a také zde zemřel. V roce 1870 zdědil po otci majetek na Moravě a Čechách. Na jižní Moravě mu patřil velkostatek Koryčany K velkostatku patřilo 2.662 hektarů půdy a zámek, který byl příležitostným rodinným sídlem. Ve středních Čechách byl majetkem rodu velkostatek Obříství s rozlohou 1.818 hektarů půdy. Na zámku Obříství realizoval v roce 1873 stavební úpravy doložené aliančním erbem Trauttmansdorffů a Lichtenštejnů. Manželka Marie, rozená princezna z Lichtenštejna se v Obříství angažovala také v charitě. Na svých moravských statcích pobýval jen výjimečně, jako milovník koní spoluzakládal a finančně podporoval Spolek na podporu chovu koní na Moravě, čestné funkce zastával i v různých spolcích v Rakousku. Ve Vídni byl jeho sídlem palác v ulici Elisabethstraße 18.

## Tituly a ocenění
V roce 1849 byl jmenován c. k. komořím a jako vyslanec v Bavorsku obdržel v roce 1867 titul c. k. tajného rady s nárokem na oslovení Excelence. Během působení v diplomatických službách i později jako vysoce postavený hodnostář císařského dvora obdržel řadu vyznamenání v Rakousku-Uhersku i od zahraničních panovníků. Mimo jiné byl od roku 1890 kancléřem Řádu Františka Josefa.]Nejvyššího ocenění dosáhl v roce 1878 jako rytíř Řádu zlatého rouna.

### Rakousko-Uhersko
- velkokříž Řádu Františka Josefa (1867)
- velkokříž Leopoldova řádu (1870)
- Řád zlatého rouna (1878)

### Zahraničí
- rytíř Řádu černé orlice (Německo)
- Řád lva a slunce I. třídy (Persie)
- velkokříž Řádu sv. Januaria (Itálie)
- velkokříž Řádu svatého Josefa (Toskánsko)
- velkokříž Řádu Pia IX. (Papežský stát)
- velkokříž Řádu rumunské hvězdy (Rumunsko)
- velkokříž Záslužný řád bavorské koruny (Bavorsko)
- velkokříž Řád sv. Michaela (Bavorsko)
- velkokříž Řádu routové koruny (Sasko)
- Vévodský sasko-ernestinský domácí řád (Sasko-Altenbursko)
- velkokříž Řádu württemberské koruny (Württembersko)
- velkokříž Řádu Filipa Velkomyslného (Hesensko)
- rytíř Danebrožského řádu (Dánsko)
- Řád knížete Danila I. I. třídy (Černá Hora)
- velkodůstojník Řádu thajské koruny (Siam)

## Rodina
V roce 1860 se ve Vídni oženil s princeznou Marií Františkou z Lichtenštejna (1834–1909), dcerou knížete Aloise II. z Lichtenštejna. Marie Františka byla později c. k. palácovou dámou a dámou Řádu hvězdového kříže.
Měli spolu šest dětí, z nichž nejmladší syn Adolf (1877–1914) padl za první světové války. Starší syn Karel Ferdinand (1864–1910) díky spříznění s Lichtenštejny rozšířil rodový majetek na Moravě o velkostatek Hostim. Dcera Marie Františka (1862–1940) byla manželkou hraběte Karla Coudenhove, místodržitele v Čechách.
Díky své manželce z rodu Lichtenštejnů měl blízké příbuzenské vazby na významné osobnosti v Čechách, jeho švagry byli kníže Adolf Josef ze Schwarzenbergu a kníže Jiří Kristián z Lobkowicz. 
Ferdinandova sestra Josefína (1835–1894) byla manželkou moravského šlechtice hraběte Zikmunda Berchtolda z Uherčic. 

### Děti
- 1. Marie Františka (28. 1. 1862 – 27. 1. 1940)
  - ⚭ (1886) hrabě Karl Maria Coudenhove (8. 2. 1855 Vídeň – 8. 2. 1913 Merano), slezský zemský prezident (1894–1896) a 12. český místodržitel (1896–1911)
- 2. Alois Josef (5. 3. 1863 Vídeň – 10. 3. 1915), dědic statků v Rakousku
- 3. Karel Ferdinand (24. 3. 1864 Vídeň – 4. 1. 1910 Pressbaum, Dolní Rakousy), dědic statků na Moravě
  - ⚭ (1892) Marie Tereza z Colloredo-Mannsfeldu (5. 8. 1869 Dobříš – 27. 2. 1960 Vomp)
- 4. Josefína (30. 10. 1866 Vídeň – 7. 11. 1936 Chlumec)
  - ⚭ (1892) hrabě Ottokar Klemens Westphalen z Fürstenbergu (18. 6. 1866 Chlumec – 12. 3. 1941 Chlumec)
- 5. Karolína (10. 4. 1869 Řím – 22. 12. 1959 Drosendorf-Zissersdorf)
  - ⚭ (1905) hrabě Jindřich z Hoyos-Sprinzensteinu (4. 6. 1865 – 28. 4. 1955 Horn)
- 6. Adolf (22. 6. 1877 – 21. 8. 1914 Jarosławice, Polsko), padl v 1. světové válce
  - ⚭ (1911) Marie Tereza z Colloredo-Mannsfeldu (vdova po starším bratrovi)